# سوان تان سايغون
نادي سي مانغ سوان تان سايغون لكرة القدم (بالفيتنامية:Xuân Thành Sài Gòn) هو نادي كرة قدم فيتنامي محترف من مدينة هو تشي مينه، فيتنام. تأسس الفريق سنة 2010 ويلعب حاليا الدوري الفيتنامي لكرة القدم.

## المشاركات في المسابقات القارية
- كأس الاتحاد الآسيوي: مشاركة واحدة

2013: سوف يحدد
| الموسم | مسابقة              | المرحلة       |          | نادي          | ذهاب | إياب |
| ------ | ------------------- | ------------- | -------- | ------------- | ---- | ---- |
| 2013   | كأس الاتحاد الآسيوي | دور المجموعات | سنغافورة | تامبينز روفرز |      |      |
|        |                     | دور المجموعات | الهند    | إيست بنغال    |      |      |
|        |                     | دور المجموعات | ماليزيا  | سلاغور        |      |      |

## وصلات خارجية
- الموقع الرسمي نسخة محفوظة 23 يونيو 2013 على موقع واي باك مشين.